# John M. Darby
John M. Darby (1804 - 1877) fue un químico, botánico, y taxónomo estadounidense. Creó el primer catálogo sistemático de la flora en el sureste de Estados Unidos.

## Biografía
Nació en North Adams (Massachusetts) y ante el deceso de su padre, a los diez años, fue aprendiz en un batán. A los veintitrés años, ingresó en el Williams College, y en 1831, se graduó allí con un Magister Artium. Tras graduarse, fue instructor en la Academia Williamstown, y más tarde en el Barhamville Seminary de Columbia (Carolina del Sur).
En 1841, publicó la primera compilación de la botánica del sur de EE. UU. en su  Un manual de la botánica , una obra que acompañó a Manual of Botany for the Northern States de Amos Eaton.
En 1842, fue nombrado profesor de ciencias naturales en Wesleyan College de Macon (Georgia).
En 1845, regresó al Williams College como profesor de matemática, pero regresó al sur un año después de enseñar de nuevo en Barhamville. En 1848, se convirtió en director del Instituto Sigourney en Culloden (Georgia) una escuela que ayudó a fundar.
En 1855, se convirtió en rector y profesor de ciencias naturales del Auburn Masonic Female College (hoy Auburn High School (Alabama), en Auburn, Alabama. Mientras en Auburn, amplió su Manual de botánica  a la más completa Botánica de los Estados del Sur, y publicó un libro de texto sobre química Además, comenzó a producir y vender un desinfectante (con patente) "Fluido profiláctico de Darby", que ganó un amplio uso en todo el sudeste.
En 1856, ayudó a fundar el East Alabama Male College de Auburn, que es hoy la Universidad de Auburn. Cuando esta institución educativa abrió sus puertas en 1859, fue nombrado profesor de ciencias naturales en esa escuela, cargo que ocupó simultáneamente con su posición en el Auburn Female College.
Se mantuvo como profesor en Auburn hasta 1869, cuando fue elegido rector del Kentucky Wesleyan College de Millersburg (Kentucky). En 1875, renunció a ese cargo y se trasladó a Nueva York, donde murió en 1877.
- La abreviatura «Darby» se emplea para indicar a John M. Darby como autoridad en la descripción y clasificación científica de los vegetales.[8]